# Milon de Nogent
Milon de Nogent ou Miles de Nogent (né vers 1105 - † vers 1147) est le premier seigneur connu de Nogent-sur-Seine. Il régna au milieu du XIIe siècle et périt au cours de la deuxième croisade en 1147.

## Biographie
Il est le premier seigneur connu de Nogent-sur-Seine. Sa seigneurie ne dépend pas des comtes de Champagne, mais de l'abbaye de Saint-Denis dont il est le vassal.
En 1127, il contribue avec Anseau Ier de Traînel et Eudes de Villemaur à la fondation de l'abbaye de Vauluisant et lui donne le droit d'acquérir dans les terres de sa justice tout ce que les moines pourront obtenir des largesses des possesseurs.
Il effectue également de nombreux dons à l'abbaye du Paraclet, dont il fait partie des principaux bienfaiteurs avec Anseau Ier de Traînel. Peu après, une nièce de Milon se fait moniale au Paraclet et Milon fait de nouveau des dons à cette occasion.
En 1146, il prend part à la deuxième croisade. Avant son départ, il fait un don à l'abbaye de Vauluisant de tout ce qu'elle pourrait acquérir dans son fief de Courgenay. Durant le trajet vers la terre sainte, il voyage avec Eudes de Deuil, futur abbé de l'abbaye de Saint-Denis, dont il est le vassal, qui fait partie de la suite du roi Louis VII le Jeune et qui rédigera à son retour une chronique intitulée De l'expédition de Louis VII en Orient. Cette chronique raconte que Milon mourut par noyade et qu'il fut la seule perte de l'armée de francs attaquée par les musulmans lors de la traversée du Méandre.

## Mariage et enfants
Le nom de son épouse est inconnu, mais il aurait eu deux enfants :
- Hugues de Nogent, probablement mort jeune.
- Élisabeth de Nogent  († avant 1189), qui épouse un dénommé Girard († vers 1167). Tous deux seront seigneurs de Nogent-sur-Seine à la mort de Milon, et ont au moins deux enfants :
  - Milon II de Nogent ou Milon de Châlons († entre 1186 et 1189). Probablement co-seigneur de Nogent-sur-Seine avec son frère.
  - Jean de Nogent († entre 1186 et 1189). Probablement co-seigneur de Nogent-sur-Seine avec son frère.

Milon de Châlons est le dernier seigneur connu de Nogent-sur-Seine. La seigneurie tombe ensuite dans la mouvance du comté de Champagne.

## Confusion historique
Amédée Aufauvre, historien du XIXe siècle, suppose que les seigneurs de Nogent-sur-Seine étaient également comtes de Bar-sur-Seine, mais il s'agit très certainement d'une confusion due à la présence du prénom Milon ou Miles dans ces deux familles.
D'autres historiens ont supposé que c'est Milon de Nogent qui avait cédé la ville de Nogent-sur-Seine aux comtes de Champagne avant de partir pour la deuxième croisade, mais il s'agit probablement d'une confusion avec Milon de Chaumont.

## Source
- Marie Henry d'Arbois de Jubainville, Histoire des Ducs et Comtes de Champagne, 1865.
- Albert Willocx, Nogent-sur-Seine des origines aux XXIe siècle, 1991.
- Amédée Aufauvre, Histoire de Nogent-sur-Seine depuis les temps anciens jusqu'à nos jours, 1859.